# IC 790
IC 790 је елиптична галаксија у сазвјежђу Дјевица која се налази на листи објеката дубоког неба у Индекс каталогу.
Деклинација објекта је + 9° 2' 9" а ректасцензија 12h 26m 35,4s. Привидна величина (магнитуда) објекта IC 790 износи 14,6 а фотографска магнитуда 15,6. IC 790 је још познат и под ознакама MCG 2-32-51, CGCG 70-75, VCC 919, NPM1G +09.0294, PGC 40713.